# Ofer Šelach
Ofer Šelach (hebrejsky עפר שלח, narozen 9. února 1960 Kirjat Bialik) je izraelský novinář a politik, poslanec Knesetu za stranu Ješ atid.

## Biografie
Bakalářský titul získal v oboru ekonomie a anglická literatura na Telavivské univerzitě, magisterský titul z literatury a kreativního psaní mu byl udělen na New York University. V letech 1988–2010 působil jako novinář pro izraelské deníky Ma'ariv a Jedi'ot achronot. Byl častým hostem televizních pořadů a sportovních akcí. Vydal sedm knih zaměřených na armádní tematiku. Sám sloužil v izraelské armádě ve výsadkářské jednotce a během operace v Libanonu v roce 1983 přišel o oko. Je vdovec, má dvě děti. Žije v mošavu Ginaton.
Ve volbách v roce 2013 byl zvolen do Knesetu za stranu Ješ atid. Poslanecký mandát obhájil ve volbách v roce 2015.